# Чурашов, Олег Михайлович
Оле́г Миха́йлович Чурашо́в (13 сентября 1945, Ленинград — 1992) — советский хоккеист и тренер, мастер спорта СССР.

## Биография
Родился 13 сентября 1945 года в Ленинграде. В возрасте 13 лет дебютировал в ХК «Кировец», в 1963 году был принят в состав «Спартака» (Ленинград), где играл до 1964 года. В 1964 году перешёл в СКА, где играл до 1979 года, после чего завершил игровую карьеру и занялся тренерской работой — тренировал в «Ижорце» и СДЮШОР СКА.
Являлся одним из самых высокотехничных хоккеистов в 1960—1970 годах. Всего провёл в чемпионатах СССР  419 матчей и забросил 25 шайб.
Скоропостижно скончался во время сна в 1992 году.
Сын Игорь (8.01.1969) также хоккеист.

## Достижения
- Победитель турнира на призы газеты «Известия» (в составе сборной СССР) — 1969[1].
- Бронзовый призёр чемпионата СССР — 1971[1].
- Финалист Кубка СССР (2) — 1968, 1971[1].
- Обладатель Кубка Шпенглера (3) — 1970, 1971, 1977[5].
- Победитель Спартакиады дружественных армий (в составе сборной Вооружённых сил СССР) (2) — 1970[6], 1975[7]

## Память
23 декабря 2005 года Олег Чурашов был введён в Галерею славы хоккейного клуба СКА. Штандарт с его портретом и номером 4, под которым он играл в СКА, поднят под своды Ледового дворца в Санкт-Петербурге.